# Deschampsia
Deschampsia es un género de plantas herbáceas de la familia de las poáceas. Comprende 179 especies descritas y de estas, solo 41 aceptadas.

## Descripción
Son plantas perennes o anuales cespitosas. Vainas con los márgenes libres; lígula una membrana; láminas lineares, aplanadas a convolutas o setáceas.
Inflorescencia una panícula terminal. Espiguillas pediceladas, comprimidas lateralmente, generalmente con 2(3) flósculos bisexuales; desarticulación arriba de las glumas y entre los flósculos; glumas subiguales, 1-3-nervias, carinadas, más largas o ligeramente más cortas que los flósculos; lemas algo redondeadas en el dorso, tenuemente 5-7-nervias, aristadas dorsalmente, la arista generalmente insertada cerca la base o en el 1/2 inferior, el ápice eroso o 4-dentado a 2-lobado; pálea casi tan larga como la lema, 2-carinada; callo piloso; raquilla prolongada por la base del flósculo superior, generalmente pelosa; lodículas 2; estambres (1-)3; estilos 2; ovario glabro.
Fruto una cariopsis, no adherido a la pálea; hilo punteado; endospermo duro.

## Distribución y hábitat
Se producen en Europa, África, Asia, Australasia, Oceanía, América del Norte, América del Sur y la Antártida.

## Taxonomía
El género fue descrito por Ambroise Marie François Joseph Palisot de Beauvois y publicado en Essai d'une Nouvelle Agrostographie 91, pl. 18, f. 3. 1812. La especie tipo es: Deschampsia caespitosa (L.) P.Beauv.
Etimología
Deschampsia: nombre genérico otorgado en honor del botánico francés Louis Auguste Deschamps.

## Especies
- Deschampsia airiformis (Steud.) Benth. & Hook. f. ex B.D. Jacks.
- Deschampsia angusta Stapf & C.E. Hubb.
- Deschampsia antarctica É. Desv
- Deschampsia argentea Lowe
- Deschampsia atropurpurea (Wahlenb.) Scheele
- Deschampsia berteroana (Kunth) F. Meigen
- Deschampsia cespitosa (L.) P.Beauv.
- Deschampsia chapmanii Petrie
- Deschampsia christophersenii C.E. Hubb.
- Deschampsia cordilleranum Hauman
- Deschampsia danthonioides (Trin.) Benth.
- Deschampsia domingensis Hitchc. & Ekman
- Deschampsia elongata (Hook.) Munro
- Deschampsia foliosa Hack.
- Deschampsia gracillima Kirk
- Deschampsia kingii (Hook. f.) É. Desv.
- Deschampsia klossii Ridl.
- Deschampsia koelerioides Regel
- Deschampsia laxa Phil.
- Deschampsia liebmanniana (E. Fourn.) Hitchc.
- Deschampsia ligulata (Stapf) Henrard
- Deschampsia looseriana Parodi
- Deschampsia maderensis (Hack. & Bornm.) Buschm.
- Deschampsia mejlandii C.E. Hubb.
- Deschampsia mendocina Parodi
- Deschampsia mildbraedii Pilg.
- Deschampsia minor Clayton
- Deschampsia nubigena Hillebr.
- Deschampsia parvula (Hook. f.) É. Desv.
- Deschampsia patula (Phil.) Skottsb.
- Deschampsia pusilla Petrie
- Deschampsia robusta C.E. Hubb.
- Deschampsia tenella Petrie
- Deschampsia venustula Parodi
- Deschampsia wacei C.E. Hubb.